# Pierre Moureu
Pour les articles homonymes, voir Moureu.

a Compétitions nationales et continentales officielles uniquement.

b Matchs officiels uniquement.
Pierre Moureu, né le 24 août 1895 à Larrau (Basses-Pyrénées) et mort le 13 mai 1962 à La Tronche (Isère), est un joueur international français de rugby à XV, évoluant aux postes de pilier, deuxième ligne et de troisième ligne centre.
Il a donné son nom à un stade de basket-ball de Béziers. Pierre Moureu est inhumé à Larrau, son village natal.
En plus de sa carrière dans le rugby, Moureu s'adonne à divers autres sports tels que le tennis, la pelote basque, la natation et l'aviron.

## Biographie
Pierre Moureu naît le 24 août 1985 à Larrau dans le département français des Basses-Pyrénées.
Au fil du temps, Moureu bénéficie du soutien du commandant Chaubès, qui exerce d'abord le commandement sur le 3e groupe d'artillerie d'assaut, puis sur le 1er groupe d'artillerie d'assaut, et enfin sur le 502e R.C.C. Le commandant Chaubès, devenu un passionné de rugby, ne manque jamais de suivre les matchs de l'équipe de Moureu. Par ailleurs, le colonel de Pélaco, qui prit ultérieurement le commandement du régiment, encourage activement la pratique sportive au sein du 502e. Cette impulsion permit à l'équipe de remporter le Championnat de France militaire à quatre reprises au cours de la même année. Le capitaine Domercq, ainsi que les lieutenants Pesché et Salles, anciens joueurs de rugby, jouent un rôle déterminant en encourageant Moureu dans sa passion pour ce sport.
L'AS Béziers est le premier club de Moureu, où il est influencé par des personnalités marquantes telles que Jean Domercq, Jules Cadenat et le Sultan, le basque Jean Sébédio.
L'un des moments les plus mémorables de la carrière de Moureu est son premier match international disputé avec l'équipe de France lors du Tournoi des Cinq Nations 1920, qui se déroule à Dublin le 3 avril 1920. L'équipe de France remporte ce match avec un score de 15 points à 7, c'est la première victoire de l'histoire du XV de France à l'extérieur.
Il fait partie de la première équipe de France à terminer seconde d'un Tournoi des Cinq Nations (en 1921), commandée alors par René Crabos, avec son partenaire de club Adolphe Bousquet.

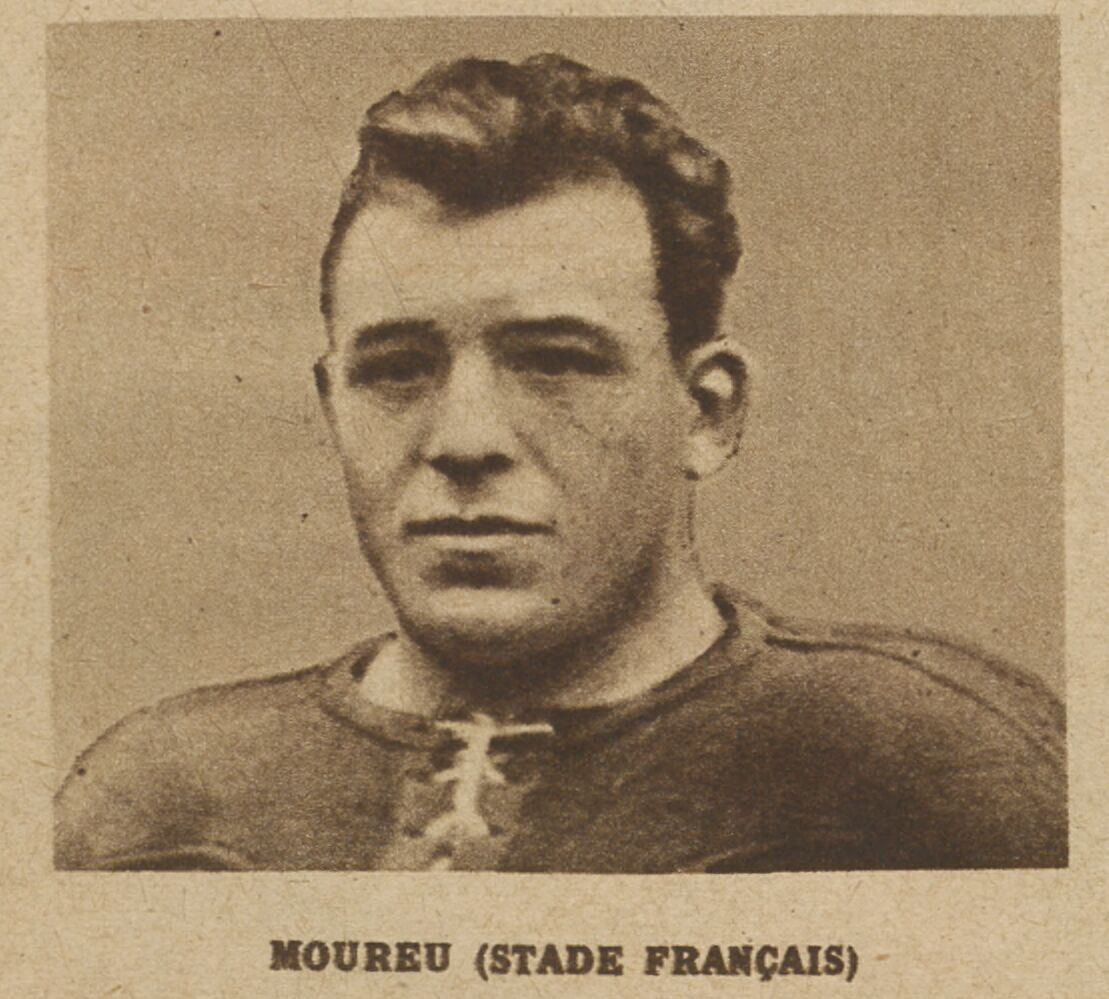

Pierre Moureu rejoint ensuite le Stade français, dont il devient le capitaine en 1926. En juin 1928, il est fortement pressenti pour devenir l'entraîneur du FC Grenoble, mais il renonce finalement en raison de considérations familiales. Moureu reste au Stade français, dont il devient l'entraîneur des avants aux cotés d'Adolphe Jauréguy.
Au début des années 1930, il devient restaurateur à Paris.
En 1934, il devient hôtelier dans la région de Saint-Nazaire, près de Nantes et prend en charge l'équipe du Sporting Club nazairien.
Dans les années 1950, il est une figure incontournable du Rallye des Cimes, une compétition automobile qui se déroule à Licq-Athérey dans son Pays basque natal, où il s'est retiré.
Il meurt subitement alors qu'il assiste à un match de son fils Jacques, surnommé "Jackie".

## Statistiques en équipe nationale
- 17 sélections en équipe de France, de 1920 à 1925.
- 6 points, 2 essais.
- Sélections par années: 2 en 1920, 3 en 1921, 3 en 1922, 4 en 1923, 4 en 1924, 1 en 1925.

## Palmarès
- Finaliste du Championnat de France en 1927 avec le Stade français.